# Одликовања Књажевине и Краљевине Црне Горе
Црногорска државна одликовања су додељивана од доба владике и владара Петра II Петровића Његоша па до нестанка Краљевине Црне Горе, а додијељивана су грађанима Црне Горе и страним лицима.

## Одликовања
- Породични орден Св. Петра, основан је 1852. и био је намјењен само члановима владалачког дома. Нацрт за орден урадио је Анастас Јовановић. Орден је од злата, сребра и емајла и спада у наша најријеђа одликовања.[1]
- Орден књаза Данила I установљен је 1853. године, у облику осмокраке звијезде састављене од ситних кружића, на звијезди је малтешки крст а у његовој средини је кружни црвени емајлирани медаљон с текстом Данил I Књаз Црногорски, краци су спојени с ловоровим вијенцем, од 1861. ово одличје је имало три реда (степена).[2]
- Орден Црвеног крста установљен је 1913. године, изузетно луксузан (израда француска фирма Г. Лемаитре) и није познато да је додјељиван грађанима Црне Горе већ искључиво угледним лицима из иностранства који су финансирали лијечење црногорских рањеника, у облику равнокракога црвеног крста на округлом бијелом пољу, око крста обавијен ловоров вијенац од златнога емајла, над крста златна круна, по средини позлаћени грб Краљевине Црне Горе, на наличју текст Црногорски Црвени Крст 1912-1913.[2] Према мишљењу Драгомира Ацовића Орден Црвеног крста, у једном степену ,спада у најлијепше инсигније овог типа уопште.[3]

## Медаље
- Обилића медаља односно Медаља за храброст, установљена је 1847. године. Прва серија је била од злата, на лицу (претпостављено) попрсје Милоша Обилића (легендарни српски јунак који је усмртио турскога султана у боју на Косову липња 1389. године) с текстом М.Обилић Цетиње уз сигнатуру гравера, на наличју у четири реда текст Вјера свобода за храброст, испод овога текста крст, испод крста два укрштена мача окружена полувијенцем од ловора и палми, одликовање је додељеивано за особно јунаштво исказано током бојева с Османлијама. Медаља за храброст је прво одличје Црне Горе. Медаљу је установио Његош.[4] рака одликовња била је црвено-плаво-бијела.[4] Сматра се да је нацрт медаље урадио Анастас Јовановић.[4]
- Граховачка медаља установљена 1858. у поводу велике војниче побједе+ над Османлијама на Граховцу, начињена од никла, на лицу је био текст За јуначку побједу одржану над Турцима исписан око пирамиде од заплијењенога турскога оружја (ратних трофеја), док је на наличју био изгравиран текст Данил I Књаз Црногорски - Граховац маја 1858. Првобитно се носила на црвено-плаво-бијелој траци а касније на црвеној са двоструким бијелим пругама уз ивице.[5]
- Медаља за јунаштво установљена је 1862. године, на лицу је био текст За јунаштво 1862. смјештен између вијенца од ловора и храста, на наличју лик кнеза Никола I Петровић Његоша с текстом Никола I Књаз Црногорски
- Медаља за рат установљена је 1878. након великих побједа у ратовима 1876.-1878. године, на лицу одличја је лик кнеза Николе с текстом Никола I књаз Црногорски унутар вијенца од ловора и храста, на наличју је ликовни приказ побједе крста над полумјесецом и текст Ти јеси крепост и утвржденије моје
- Медаља за ревност установљена је 1895. године, на  лицу је рељефни лик профила кнеза Николе на наличју текст Ревност уоквирен ловоровим и храстовим гранама, имала два ранга (златни и сребрени), дођељивана Црногорцима и иностраним држављанима за особите доприносе Црној Гори.
- Медаља за Балканске ратове установљена je 1913. године, облик медаље је идентичан малтешком крсту, на лицу лик Краља Николе оивичен ловоровим вијенцем а изнад њега круна и натпис 1912., на наличју медаљон с угравираним стихом Онам',онамо:Онамо покој добићу души... а изнад њега двоглави бијели орао и иницијали Н. I. (Никола Први), док је у другој серији овога одличја на лицу текст Никола I Краљ Црногорски а на наличју војник с  барјаком поред топа и текст За освету Косова 1912-1913.
- Медаља Црвеног крста, готово идентична истоименој медаљи из Србије. Додјељивана је у два степена: зланом и сребрном.[3]

## Посебна одликовања и споменице
Поред регуларних одликовања и медаља, израђиване су и посебне луксузне споменице поводом обиљежавања појединих датума из историје династије Петровића:
- Орден Светога Петра Цетињскога (око 1869. г.)
- Орден Петровић Његош (1896. г.)

Споменице
- Ратна споменица, поводом завршетка Црногорско-турског рата. У аверсу споменице је лик књаза Николе док је у реверсу крст на чијим крацима пише 1875. и 1878, оборени полумјесец са звијездом и ријечи Ти јеси крјепост и утвржденије моје.[6]
- Спомен огрлица у поводу прославе 200. година династије Петровић Његош (1911. г.) Овим подовом књаз Никола је наручио из Беча два уникатна ланца на којима је он и вјероватно престолонасљедник или митрополит носио споменицу. Нема података да су ланци ношени у јавности.[7]

- Споменица 40 година владавине краља Николе. Додељивана је у два степена: сребрном и златном. Носила се о српској тробојној траци.[8]
- Споменица венчања престолонаследника Данила и Милице Мекленбург-Стрецил.
- Споменица 50. година владавине Краља Николе I Петровића (1910. г.)[9]
- Споменица Првог балканског рата За освету Косова
- Споменица балканског савеза (израђивана у Прагу)
- Споменица за право, част и слободу Црне Горе, установљена је 1920. године. На споменици се налазе два златна мача косо укрштена обавијена су ловоровим вијенцем и српским тробојкама, на лицу текст 21.12.1918. (дан избијања Божићне побуне по јулијанском календару), на наличју текст За Право, Част и Слободу Црне Горе, израђене у серији од 2.000 комада, подијељене ратницима који су се борили и противили анексији Црне Горе од стране прве српске државе Краљевине Србије и детронизовању српске династије Петровић Његош. У иностранству су коване још двије медаље овог типа али им је статус нејасан. Израђиване су према моделу већ постојећих иностраних одличја, вјероватно због мање цијене производње.[10]